# Черняєвка
Черня́євка (каз. Черняев) — село у складі Карасуського району Костанайської області Казахстану. Входить до складу Черняєвського сільського округу.
Населення — 107 осіб (2021; 197 у 2009, 232 у 1999, 288 у 1989).